# Asplundia helicotricha
Asplundia helicotricha är en enhjärtbladig växtart som först beskrevs av Gunnar Wilhelm Harling, och fick sitt nu gällande namn av Gunnar Wilhelm Harling. Asplundia helicotricha ingår i släktet Asplundia och familjen Cyclanthaceae. IUCN kategoriserar arten globalt som livskraftig.
Artens utbredningsområde är Ecuador. Inga underarter finns listade.